# 清州 (北宋)
清州，中国北宋时设置的州。
本为幽州芦台军之地，后晋时归契丹。后周平三关，置永安县，属沧州。太平兴国七年（982年），置军，改县曰乾宁隶焉。大观二年（1108年），升乾宁军为州，治所在乾宁县（金朝时改会川县，即河北省青县）。辖境相当今河北省青县及天津市静海县等地。政和三年（1113年），赐郡名曰乾宁郡。崇宁时户六千六百一十九，口一万二千七十八。贡绢。下辖一县：乾宁县，六砦：钓台、独流北、独流东、当城、沙涡、百万。
明朝洪武初年，省会川县入州。洪武八年（1375年）降清州为青县。